# Ljucun
Ljucun (rus. Залив Люцун) je mali zaljev u zapadnom dijelu Ohotskog mora. Na zapadu se nalazi Udski zaljev, dok se na sjeveru i istoku nalazi Šantarsko more, a na jugu i istoku Tugurski zaljev.

## Geografija i klima
U zaljev Ljucun ulazi se između rtova Mal Dugandža na zapadu i Boljšoj Dugandža na istoku. Širok je 11.3 km i ima jako šumovite obale. Plima i oseka su poludnevne, s najvećim rasponom od 6.1 m , a najmanjim od oko 1.8 do 3 m. Najveće plimne struje dosežu 3,5 do 4 čvora blizu ulaza u zaljev, pri čemu poplavna struja ide u smjeru suprotnom od kazaljke na satu oko zaljeva, a oseka u suprotnom smjeru. Uvala je zaštićena od jugozapadnih i jugoistočnih vjetrova, ali izložena južnim i sjeveroistočnim vjetrovima.

## Povijest
Američki kitolovci koji su 1850-ih i 1860-ih krstarili za grenlandskim kitovima usidrili su se u zaljevu i izvan njega dok su se kretali od Udskog do Tugurskog zaljeva. Posade čamaca koje su tražile kitove također su se utaborile u zaljevu. Nazvali su ga Horseshoe Bay.